# Scopula unicornata
Scopula unicornata là một loài bướm đêm trong họ Geometridae.